# アントニー・クラストゥス
アントニー・クラストゥス（Anthony Crastus、1985年4月7日 - ）は、フランスギャロの騎手である。香港における名前の中文表記は「郭達成」。

## 来歴
フランス・パリ出身。父は繋駕速歩競走のライダーという家庭に生まれる。父のような繋駕のライダーになることを望んでいたが、その父に競馬の騎手になるよう勧められたという。
2001年に騎手免許を取得。父が所有する馬で初勝利を挙げるが、デビュー後数年は目立った成績を残せなかった。2007年は609戦31勝でフランスリーディング30位。2008年には744戦70勝でリーディング9位と大躍進した。
2009年、84勝を挙げリーディング8位となる。同年、エリー・ルルーシュ調教師に日本遠征を勧められ、10月31日から12月30日までの期間で日本中央競馬会（JRA）の短期免許を取得、初来日を果たす。ルルーシュの縁で吉田照哉から紹介された、藤沢和雄が身元引受調教師となった。11月8日、福島競馬第8競走をラミアクイーンで勝ち、日本での初勝利を挙げた。
2010年、1月1日から1月31日までの期間でJRAの短期免許を取得し、前年末から引き続き日本で騎乗した。その後、帰国したフランスでは76勝を挙げ、リーディング10位。11月17日から12月12日にかけては再度JRAの短期免許を取得し、日本で騎乗した。
2011年、1月1日から2月28日までの期間でJRAの短期免許を取得。1月10日、ダンスファンタジアでフェアリーステークスを勝ち、日本での重賞初勝利を挙げた。

### 来日歴
| 年     | 厩舎     | 馬主     | 期間                | 中央競馬年間成績 |
| ------ | -------- | -------- | ------------------- | ---------------- |
| 2009年 | 藤沢和雄 | 里見治   | 10月31日 - 12月30日 | 90戦8勝          |
| 2010年 | 藤沢和雄 | 里見治   | 1月1日 - 1月31日    | 93戦4勝          |
| 2010年 | 藤沢和雄 | 里見治   | 11月17日 - 12月12日 | 93戦4勝          |
| 2011年 | 鹿戸雄一 | 吉田哲哉 | 1月1日 - 2月28日    | 127戦10勝        |

## 主な騎乗馬
- プラントゥール / Planteur（2010年ノアイユ賞、ジョッケクルブ賞2着、パリ大賞典2着）
- ダンスファンタジア（2011年フェアリーステークス）
- コスモメドウ（2011年ダイヤモンドステークス）